# Thria distincta
Thria distincta är en fjärilsart som beskrevs av Rothschild 1920. Thria distincta ingår i släktet Thria och familjen nattflyn. Inga underarter finns listade i Catalogue of Life.